# باولو باريزون
باولو باريزون (Paolo Barison) ؛ (فيتوريو فينيتو بمقاطعة تريفيزو، 23 يونيو 1936 - أندورا بمقاطعة سافونا، 17 ابريل 1979)، لاعب كرة قدم إيطالي سابق، ومدرب كرة قدم إيطالي سابق.
لعب خلال مسيرته الكروية مع عدة أندية مثل فينيسيا وجنوى ونادي ميلان وسامبدوريا وروما ونابولي. و قد لعب مع منتخب إيطاليا لكرة القدم في كأس العالم لكرة القدم 1966، وقد شارك معهم في 9 مباريات وسجل 6 أهداف. و قد درب نادي إيه سي ميلان في موسم 1975/1976.

## وصلات خارجية
- باولو باريزون على موقع الاتحاد الدولي (مؤرشف)  (الإنجليزية)
- باولو باريزون على موقع قاعدة بيانات كرة القدم.إي يو (الإنجليزية)
- باولو باريزون على موقع ناشيونال فوتبول تيمز (الإنجليزية)
- باولو باريزون على موقع عالم كرة القدم.نت (الإنجليزية)